# Roberto Gamarra
Roberto Carlos Gamarra Acosta (Caazapá, 11 maggio 1981) è un allenatore di calcio ed ex calciatore paraguaiano, di ruolo attaccante.

## Palmarès

### Club

#### Competizioni nazionali
- Campionato paraguaiano: 5

Libertad: 2006, 2007, Apertura 2008, Clausura 2008
Nacional: Apertura 2011